# Dayananda Sarasvati

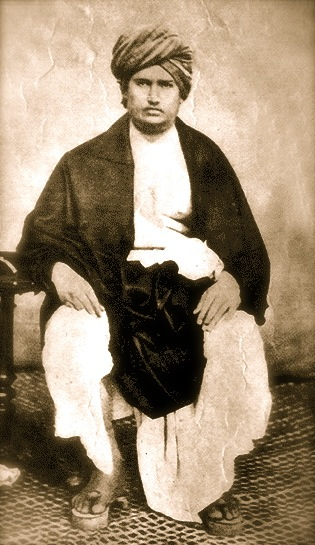
Dayananda Sarasvati

Dayananda Sarasvati es el seudónimo de Mula Shankar Tiwari (Guyarat, 12 de febrero de 1824 - Ajmer, 30 de octubre de 1883), quien fue un religioso indio, líder social y fundador del Arya Samaj, un movimiento reformista del hinduismo.

## Vida y pensamiento
Nació con el nombre de Mula Sankara en una familia de brahmanes, pero a la edad de 14 años —después de observar decenas de ratones sobre una imagen del dios Shivá, atraídos por las ofrendas puestas allí— rechazó para siempre la idolatría hindú.
Su búsqueda religiosa lo condujo al yoga y para escapar de un matrimonio arreglado, se unió a la austera orden Sarasvati. Durante 15 años de su vida se dedicó a viajar en una búsqueda religiosa y en 1863 comenzó a predicar su visión de reintegrar la religión védica purificada.
Exhortó a los indios a volver a los Vedas, que a su juicio contenían la totalidad de la ciencia moderna, pero al mismo tiempo asumió una parte de las denuncias de los misioneros cristianos británicos contra las «supersticiones hindúes» como la idolatría y el sistema de castas. Así permitió que personas de todas las castas estudiaran las escrituras sagradas védicas y también se opuso al casamiento de niños y a la prohibición de segundas nupcias de las viudas. 
Debatió con eruditos ortodoxos hindúes y con misioneros cristianos y en 1875 fundó el grupo religioso Arya Samaj.
Su obra magna es el libro Satyarth Prakash, que ha seguido siendo un texto muy influyente sobre la filosofía de los Vedas y aclaraciones sobre diversas ideas y deberes de los seres humanos. Fue el primero en hacer un llamamiento al Swaraj como "India para los indios" en 1876, un llamamiento que más tarde retomó Lokmanya Tilak.
Denunciando la idolatría y el culto ritualista, trabajó para revivir las ideologías védicas. Posteriormente, el presidente de la India, S. Radhakrishnan, le llamó uno de los "creadores de la India moderna", al igual que Sri Aurobindo.

## Lectura adicional
- Dayananda Saraswati, Founder of Arya Samaj, por Arjan Singh Bawa. Publicado por Ess Publications, 1979 (1ª edición:1901).
- Indian Political Tradition, por D.K Mohanty. Publicado por Anmol Publications PVT. LTD. ISBN 81-261-2033-9. Capítulo 4: Dayananda Saraswati Página 92.
- Rashtra Pitamah Swami Dayanand Saraswati por Rajender Sethi (M R Sethi Educational Trust Chandigarh 2006)
- Aurobindo Ghosh, en Bankim Tilak Dayanand (Calcuta 1947 p 1, 39)
- Arya Samaj And The Freedom Movement por K C Yadav & K S Arya -Manohar Publications Delhi 1988